# 李济深故居
23°18′54″N 111°16′29″E / 23.31500°N 111.27472°E
李济深故居位于中国广西壮族自治区梧州市龙圩区大坡镇料神村，是原中华人民共和国中央人民政府副主席李济深出生并成长的地方，1996年被列为第四批全国重点文物保护单位。
李济深故居坐北朝南，占地5362平方米，建筑面积2010平方米，由连为一体的三座砖木结构楼房组成，前两座为二层，后座为三层，共有53间房。其四角建有炮楼，墙上开有射击孔，具备一定的军事防御功能。